# Oh! / All My Love Is For You
"Oh! / All My Love Is For You" é o quinto single japonês do girl group sul-coreano Girls' Generation, lançado em 26 de setembro de 2012. O single contém um remake japonês da canção coreana de 2010, Oh!, e um single original japonês intitulado "All My Love Is For You". O vídeo da música "All My Love Is For You" foi lançado em 4 de setembro de 2012, e o de "Oh!" foi lançado em 14 de setembro de 2012. "Oh! / All My Love Is For You" é a segunda canção B-side do Girls' Generation tendo como o primeiro Mr. Taxi / Run Devil Run ambos singles japoneses.

## Antecedentes e lançamento
"Oh!/ All My Love Is For You” é um single B-side japonês do Girls' Generation lançado em 26 de setembro de 2012. Em 10 de agosto de 2012, foi anunciado que o grupo estava para lançar seu próximo single japonês após o sucesso de seu single anterior "Paparazzi", no mês seguinte, em 26 de setembro de 2012. O single foi anunciado sem confirmação de faixas título, no entanto os fãs foram autorizados a fazer a pré-encomenda das edições regulares, e limitadas do single. A faixa do segundo single, "All My Love Is For You" foi lançado através de vídeo de música em 4 de setembro de 2012 no site da SM Entertainment oficial no YouTube, SMTOWN. Depois de várias semanas de especulação, foi descoberta a faixa título do single, um hit coreano de 2010, transformado em um remake japonês, Oh! foi finalmente anunciado em 10 de setembro. O vídeo da música do remake japonês de "Oh!" foi lançada em 14 de setembro de 2012, juntamente com um toque exclusivo. A promoção do single foi iniciada no Hey! Hey! Hey! Music Champ, programa de música e variedades do Japão.

## Vídeo musical

### All My Love Is For You
O vídeo com duração de 4 minutos e 6 segundos começa em um apartamento vazio com o grupo caminhando lentamente sobre ele. Yoona é o primeiro membro visto, seguido por Tiffany que está sentada em uma mesa, Taeyeon aparece encostada na parede do apartamento, Sooyoung aparece sentada em uma cadeira, Jessica e Sunny dialogam, Hyoyeon sorri e Seohyun e Yuri são vistas em frente a janela do apartamento. O grupo começa a prática de dança no fundo, enquanto Taeyeon está sentada desenhando o grupo. Quando o refrão começa, o grupo é visto de pé e sentado, cantando em cima de um conjunto de andaimes diante da câmera. No inicio do segundo refrão o desenho de Taeyeon desaparece em um local, parecido com um sonho, onde o grupo é visto sentado em uma sala forrada em cor-de-rosa, apresentando roupas coloridas. O refrão final começa com todo o grupo contra um espelho cantando para a câmera, esta cena alterna entre Taeyeon que termina o seu desenho e o grupo praticando a coreografia da música, The Boys. O vídeo termina com o grupo saindo do apartamento do jeito que veio.

### Oh!
O vídeo possui partes semelhantes com o seu homólogo coreano, no entanto, em vez de ser um vídeo High School, o vídeo é filmado como se as meninas já tivessem entrado na faculdade, o que implica com seu crescimento como artistas e mulheres. O vídeo começa com a câmera panorâmica através de seu dormitório da faculdade, todos os membros são vistos lendo, exceto Hyoyeon e Seohyun que estão jogando pedra-papel-tesoura .
A câmera então se concentra em uma jaqueta de torcida com "Girls Generation" escrito por elas, bem como um capacete de futebol escrito "GG" na lateral e um bolo decorado escrito "Oh!". Em seguida, Tiffany, esboça uma reação e diz: "Vamos!" e as meninas rapidamente apresentam-se em um quarto de cor vermelha, onde elas começam a cantar e dançar. Outro corte do vídeo esta entre uma definição de estádio onde o grupo atua como líderes de torcida, bem como as partes solo de cada uma, vestidas com seus uniformes de cheerleading. O vídeo termina com as meninas entrando de volta em seu dormitório, tirando suas jaquetas Blue Cheer. Taeyeon caminha para a câmera com sua jaqueta e coloca o casaco por cima. A cena final é dormitório das meninas vazio com a câmera focando em um quadro na parede do grupo.

## Performances ao vivo
O grupo executou o single pela primeira vez no dia 24 de setembro de 2012, no Hey! Hey! Hey! Music Champ da Fuji TV, sendo a sexta aparição do grupo no programa. O grupo vestiu roupas de líder de torcida, com botas de salto alto para o desempenho de "Oh!" fazendo também uma apresentação especial de Mr. Taxi. Já para "All My Love Is For You" elas usaram roupas brancas. No dia seguinte em 25 de setembro, de 2012, elas se apresentaram no Nihon TV " Music Lovers ". O grupo também participou de um "Programa Especial", em antecipação do lançamento do single, em três sites de música japonesa com performances do single ao vivo, em três noites consecutivas nos dias 25, 26 e 27 de setembro. Em 30 de setembro, o grupo cantou "Oh!" no Count Down TV , vestidas de uniformes de líder de torcida de cor branca. Em 6 de outubro foi a vez do Music Japan da NHK ter a apresentação das garotas com o single Oh!. A apresentação iria ao ar em 30 de setembro, mas devido a passagem de um tufão sobre o Japão, a divulgação foi adiada.

## Desempenho comercial
"Oh!" foi altamente classificado nas paradas japonesas, ficando em primeiro lugar no Top Songs, Top Singles e no iTunes Store japonês, conseguindo firmar o pico número um na Oricon da tabela de singles diários, onde quase vendeu durante um dia 30.000 downloads, totalizando em 29.666 cópias vendidas. Já em 02 de outubro foi confirmado pelo site da Oricon o primeiro lugar no charth semanal, sendo o primeiro single do grupo a atingir essa façanha. Já a faixa B-side de Oh!, All My Love Is For You conseguiu atingir o pico de # 21 na Billboard Japan Hot 100. Após várias semanas de divulgação do single no Japão o grupo recebeu uma certificação de ouro da RIAJ (Recording Industry Association of Japan), pela venda de mais de 100.000 cópias do single.

## Lista de faixas
| CD single em japonês |                          |         |  |
| N.º                  | Título                   | Duração |  |
| 1.                   | "All My Love Is For You" | 3:43    |  |
| Duração total:       | Duração total:           | 3:43    |  |

| CD single em japonês |                |         |  |
| N.º                  | Título         | Duração |  |
| 2.                   | "Oh!"          | 3:08    |  |
| Duração total:       | Duração total: | 3:08    |  |

## Créditos
| - Girls' Generation - vocais principais e de fundo - Kenzie - composição, produção, arranjos - Didrik Thott - composição - Robin Lerner - composição - Kim Younghu - composição | - Junji Ishiwatari - composição, tradução - Sebastian Thott - composição, produção - Nozomi Maezawa - composição, tradução - Kim Jungbae - composição |

## Desempenho nas paradas

### Oh!
| Parada musical          | Melhor posição |
| ----------------------- | -------------- |
| Oricon Daily singles    | 1              |
| Oricon Weekly singles   | 1              |
| Oricon Monthly singles  | 8              |
| Oricon Yearly singles   |                |
| Billboard Japan Hot 100 | 1              |

### All My Love Is For You
| Chart                   | Peak position |
| ----------------------- | ------------- |
| Billboard Japan Hot 100 | 21            |

### Vendas e certificações
| Tabela                                  | Quantidade     |
| --------------------------------------- | -------------- |
| Oricon (vendas físicas)                 | 81,128+        |
| RIAJ (certificação de remessas físicas) | Ouro (100,000) |

## Histórico de lançamento
| País  | Data                   | Formato              | Gravadora                   |
| ----- | ---------------------- | -------------------- | --------------------------- |
| Japão | 26 de setembro de 2012 | Download digital, CD | Universal Music, Nayutawave |